# أوه لا لا (أغنية بريتني سبيرز)
هي أغنية سجلت من قبل المغنية الأمريكية بريتني سبيرز عام 2013 كموسيقى تصويرية للفيلم العائلي السنافر 2 ، وقد كتبها وأنتجها لوكاس دكتور لوك غوتوالد، جوشوا آمو كولمان، هنري سيركوت والتر [الإنجليزية]، مع كتابة إضافية من بوني ماكي، جاكوب كاشر هيندلين، لولا بلانك، وفرانسيسكا هال [الإنجليزية].
«أوه لا لا» هي أغنية سينث بوب لاقت إعجاب النقاد ووصفوها بالأغنية الجذابة، في عام 2014، ترشحت الأغنية لجائزتان من حفل جوائز راديو ديزني الموسيقي، «أفضل أغنية تجعلك تبتسم» و«أفضل أغنية من فيلم أو مسلسل» وفازت بواحدة وهي «أفضل أغنية تجعلك تبتسم». [بحاجة لمصدر]
الفيديو المصور تم تصويره في شهر 6 من عام 2013، وتظهر فيه سبيرز مع أطفالها (سان بريستون فيديرلاين وجايدن جيمس فيديرلاين) وظهور قصير لإبنة أخت سبيرز جيمي لين (مادي ألدريدج). [بحاجة لمصدر]